# Pseudobatos glaucostigma
Pseudobatos glaucostigma is een vissensoort uit de familie van de vioolroggen (Rhinobatidae). De wetenschappelijke naam van de soort is voor het eerst geldig gepubliceerd in 1883 door Jordan & Gilbert.